# Markt (Zottegem)
De Markt is het centrale plein van de Belgische stad Zottegem. Verschillende straten (Stationsstraat, Hoogstraat, Heldenlaan,  Zavel, Hospitaalstraat en Vestenstraat) komen er samen. Het rechthoekige plein wordt omzoomd door enkele historische gebouwen, waaronder het stadhuis van Zottegem (het vroegere schepenhuys, tot ongeveer 1650 was er ook een lakenhuys) met de 'Egmontkamer' en Marktleeuw, de Onze-Lieve-Vrouw-Hemelvaartkerk met de Egmontcrypte en Huis De Katholieke Kring. Rond het marktplein liggen verder enkele horecazaken. 
In mei 1524 kreeg Zottegem op vraag van Jacobus III van Luxemburg-Fiennes marktrecht van Keizer Karel V; de wekelijkse markt wordt op dinsdag gehouden (eene schoone wekemerckt op den dynsdagh, tot welke merckt ghebracht worden vele en diverssche goedinghen te coope). De oorkonde luidde als volgt: Carel, bij de gratie Godts [...] voortaen 't eeuwighen daeghe in de voors. prochie van Sotteghem, een wekemerckt op dijnsdagh voor noene. Op de markt werden onder andere vlas, garen, weefsels, boter en eieren verkocht. In 1840 kwam er ook op de eerste dinsdag van bepaalde maanden een veemarkt bij. De boter- en eierhandel duurde nog vele jaren maar werd kort voor de Tweede Wereldoorlog stopgezet. In 2024 werd 500 jaar markt gevierd.
Het oosten van het marktplein werd grotendeels ingenomen door De Gouden Leeuw, al in de 17de-18de eeuw de grootste uitspanning (herberg, stallen en schuren rond een binnenkoer), waar de postkoetsen vertrokken en aankwamen. In oktober 1798 werd tijdens de Boerenkrijg de Franse vrijheidsboom omgehakt door Jacobus Ponnet en (samen met een koets van Frans bestuurder Houdin en een deel van de inboedel van het stadhuis) verbrand op de Markt. Op 25 oktober 1798 verzamelden de opstandelingen in de Gouden Leeuw; oud-procureur Pieter Jourez deelde er biljetten uit voor voedsel en onderdak. In mei en juni 1815 waren twee infanteriedivisies van Wellingtons geallieerdenleger tegen Napoleon in en rond Zottegem gelegerd; het opperbevel met prins Frederik van Oranje-Nassau logeerde in de herberg. Het pand werd later opgedeeld; het centrale deel heette van 1853 tot 1860 Den Grooten Leeuw. Vanaf 1860 tot 1876 werd die herberg omgevormd tot hotel Den Gouden Leeuw (Au Lion d'Or). Van 1876 tot 1903 werd het hotel omgebouwd tot ijzermagazijn, dat opengehouden werd door familie De Latte. Tussen 1903 en 1905 werden in het ijzermagazijn fietsen van het merk Adler en Panzer verkocht. Vanaf 1907 stichtte Camiel Schotte er een eigen fietsenmerk De Groote Leeuw. Het centrale deel werd Residentie 'De Groote Leeuw'. Het rechtse deel van het opgedeelde pand werd herberg In den Kleinen Leeuw (later apotheek en nu 'Bar Lior'). De gevelsteen in de zijgevel ervan (die eigenlijk herinnerde aan het marktrecht maar later hergebruikt werd als uithangbord op de gevel van In den Kleinen Leeuw) werd ingemetseld in de gevel van het stadhuis als Marktleeuw.
Van de 16de tot de 18de eeuw verbond een weg aan de Gouden Leeuw de Markt met de omwalde kasteelsite De Mote.
Aan het Huis Sint-Jozef op de hoek met de Arthur Scheirisstraat (waar vroeger Huis Sint-Jozef Groote Kleermagazynen gevestigd was) hangt nog steeds een smeedijzeren lantaarn, de laatst overgebleven lantaarn van de gasverlichting uit de jaren 1860.  Op de hoek met de Hospitaalstraat en de Vestenstraat staat het Sint-Jorishof, een dubbelhuis met neoclassicistische deur en arduinen omlijsting, dat oorspronkelijk dateert uit de 19de eeuw.
Vanuit Bevegem (bron Heilige Borre) liep een buizenstelsel naar een fontein op de Markt (die openbare fontein staat al op de kaart van Sanderus uit 1641). Op de plek van de fontein staat sinds 1872 een standbeeld van Lamoraal van Egmont van de hand van Jan-Robert Calloigne. Het huidige beeld is een bronzen kopie van het originele gietijzeren beeld dat in 1968 verhuisde naar het Egmontpark voor het Egmontkasteel.  De Markt werd in 2016 heraangelegd en autovrij gemaakt; toen werd ook een glazen koepel gebouwd (naar een ontwerp van architect Eddy François) over de ingang van de Egmontcrypte. De GR122 loopt langs de Markt.
Het marktplein wordt gebruikt voor allerlei evenementen, waaronder de intrede van Sinterklaas, de jaarlijkse (sinds 2019 overdekte) 'Kerstmarkt Zottegem' , het jaarlijkse Zottegem Carnaval begin januari, de doortocht van de Ronde van Vlaanderen, kermissen (rond Pinksteren en Onze-Lieve-Vrouw-Hemelvaart), de 11 juliviering, de Egmontevocatie, het Egmont Lichtfestival en Rode Duivels-voetbalwedstrijden op groot scherm. In 1965, 1968, 1975, 1985 en 2000 werd een bloementapijt aangelegd op de Markt (door de Gilde der Macekliers en Etienne Stautemas). 

## Fotogalerij

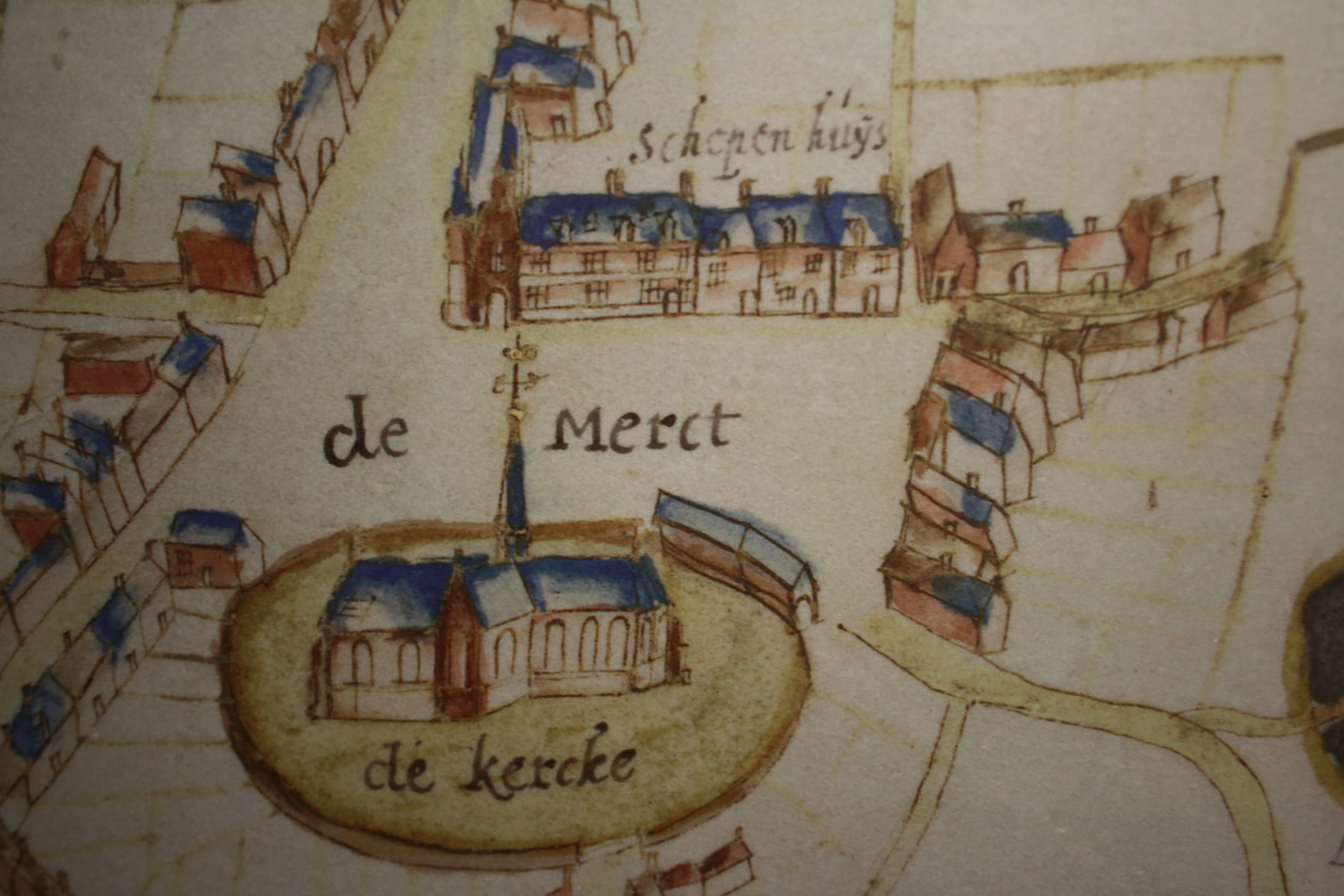
Markt in 1629
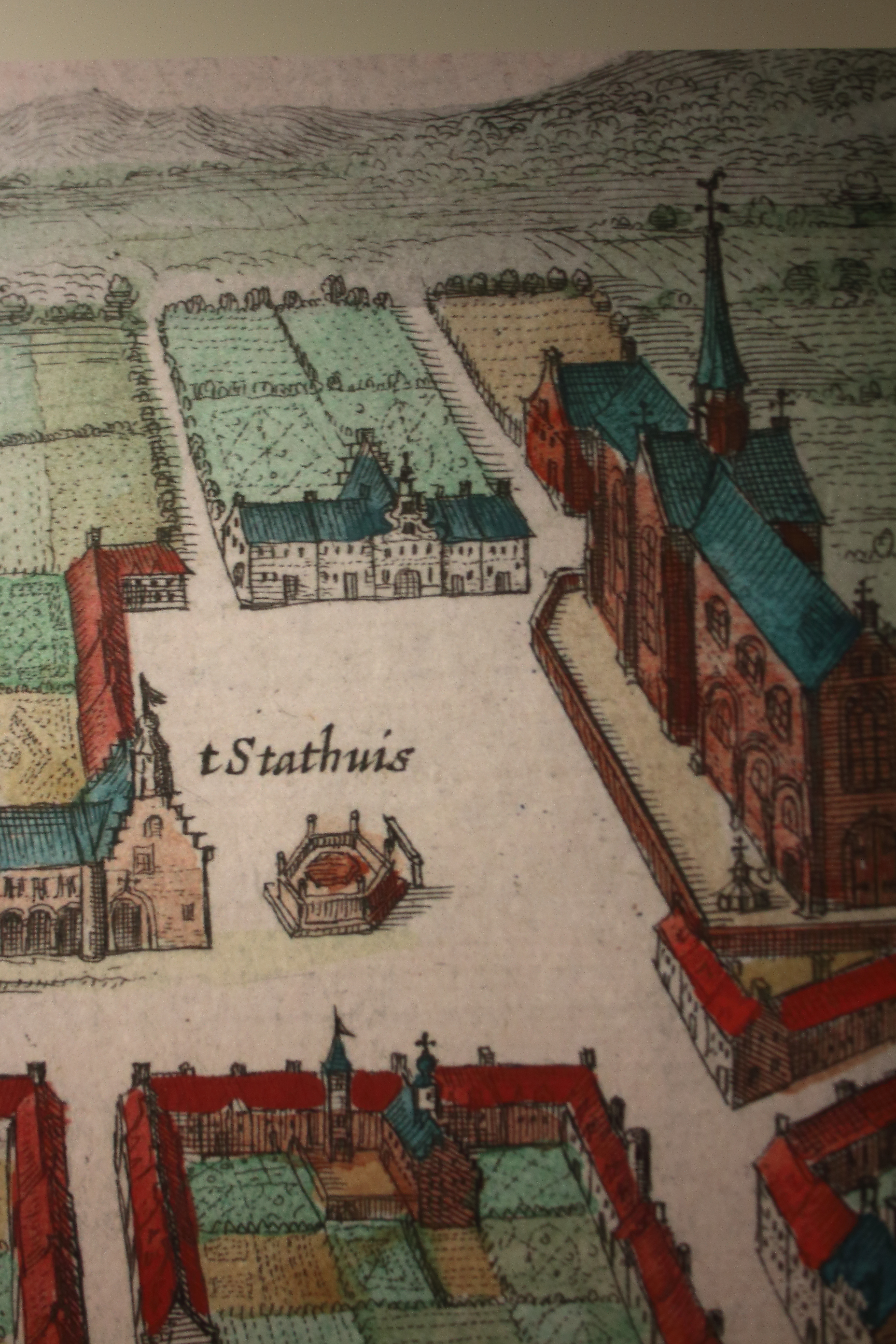
Markt in 1641
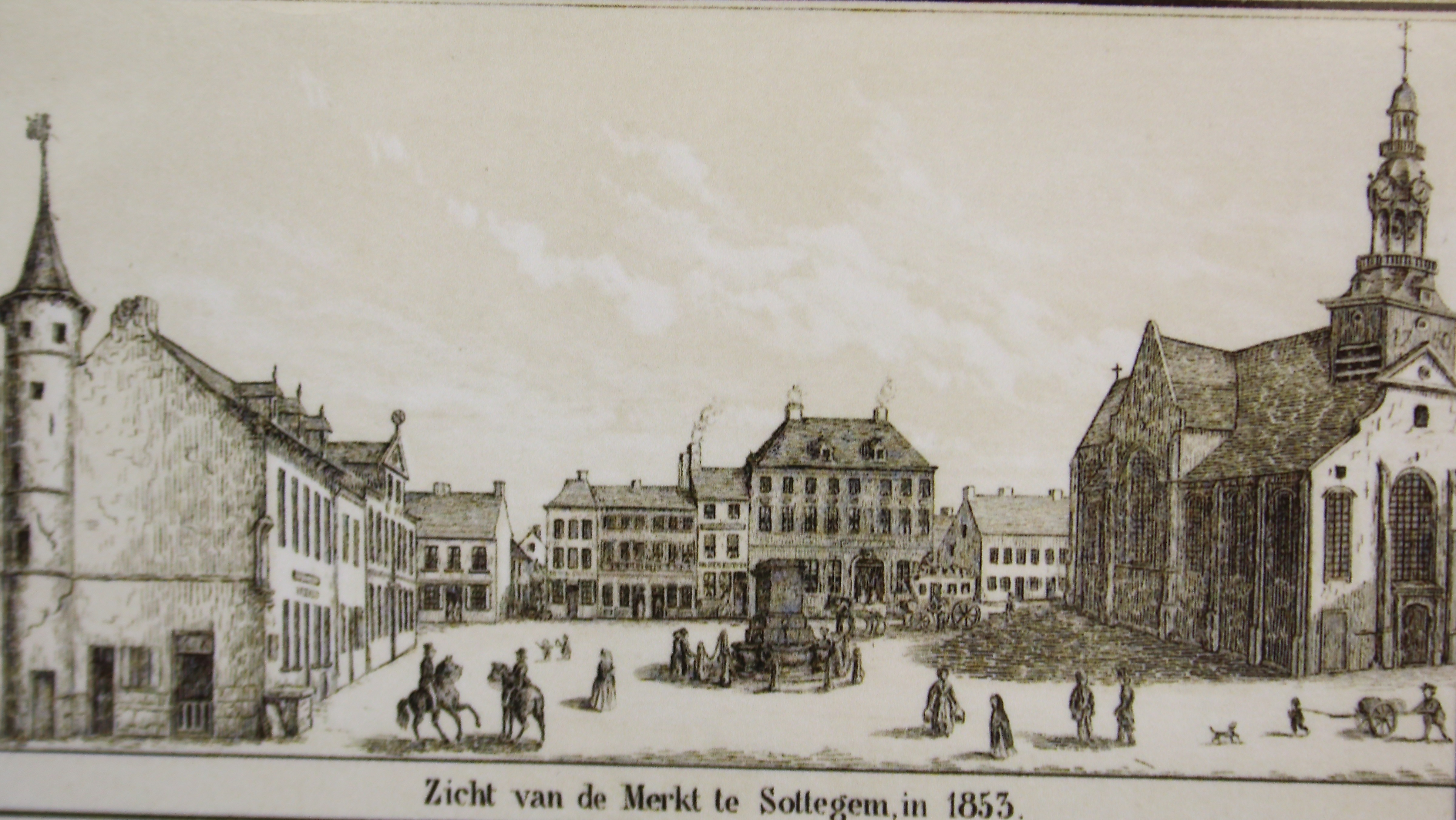
Markt in 1853
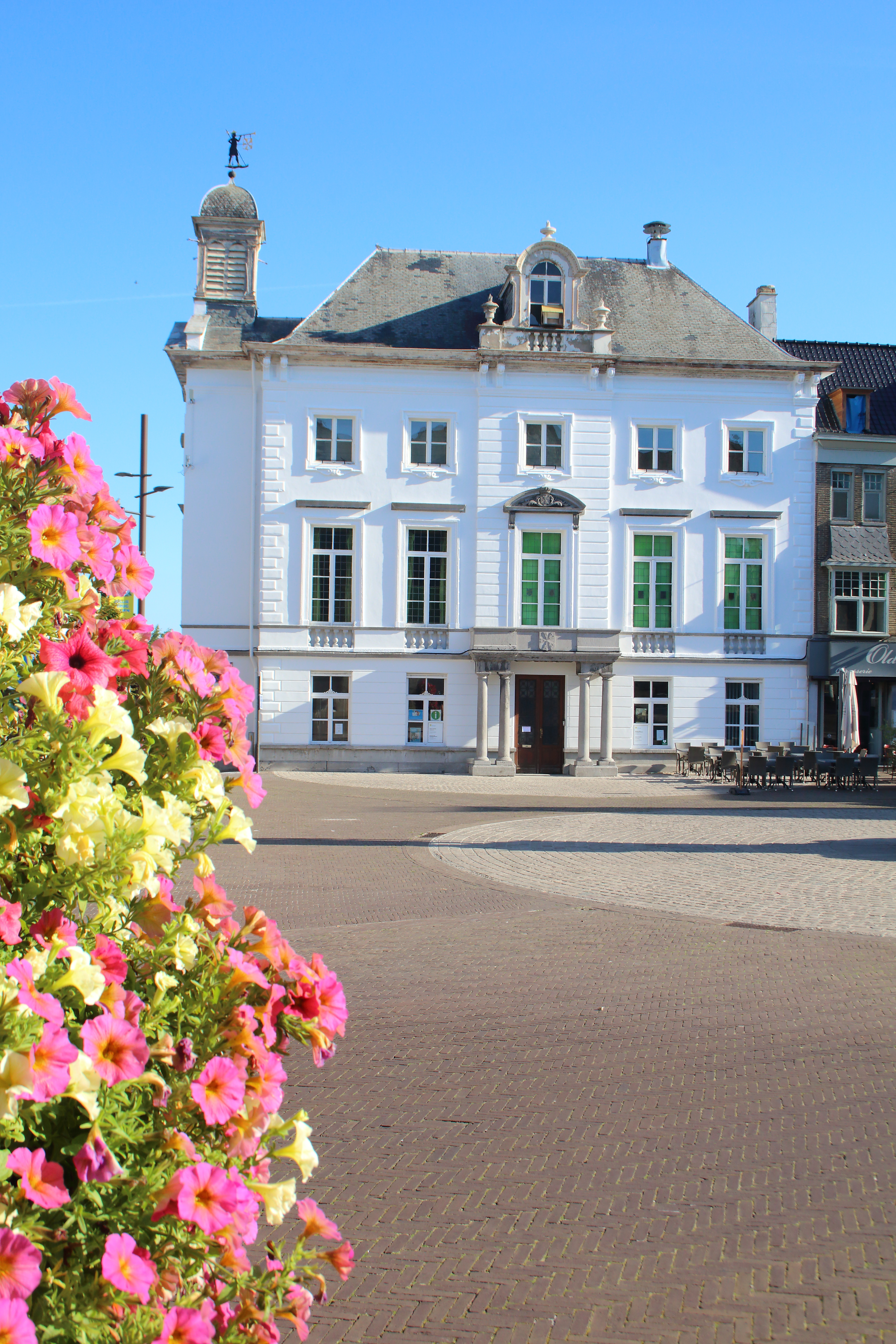
Stadhuis
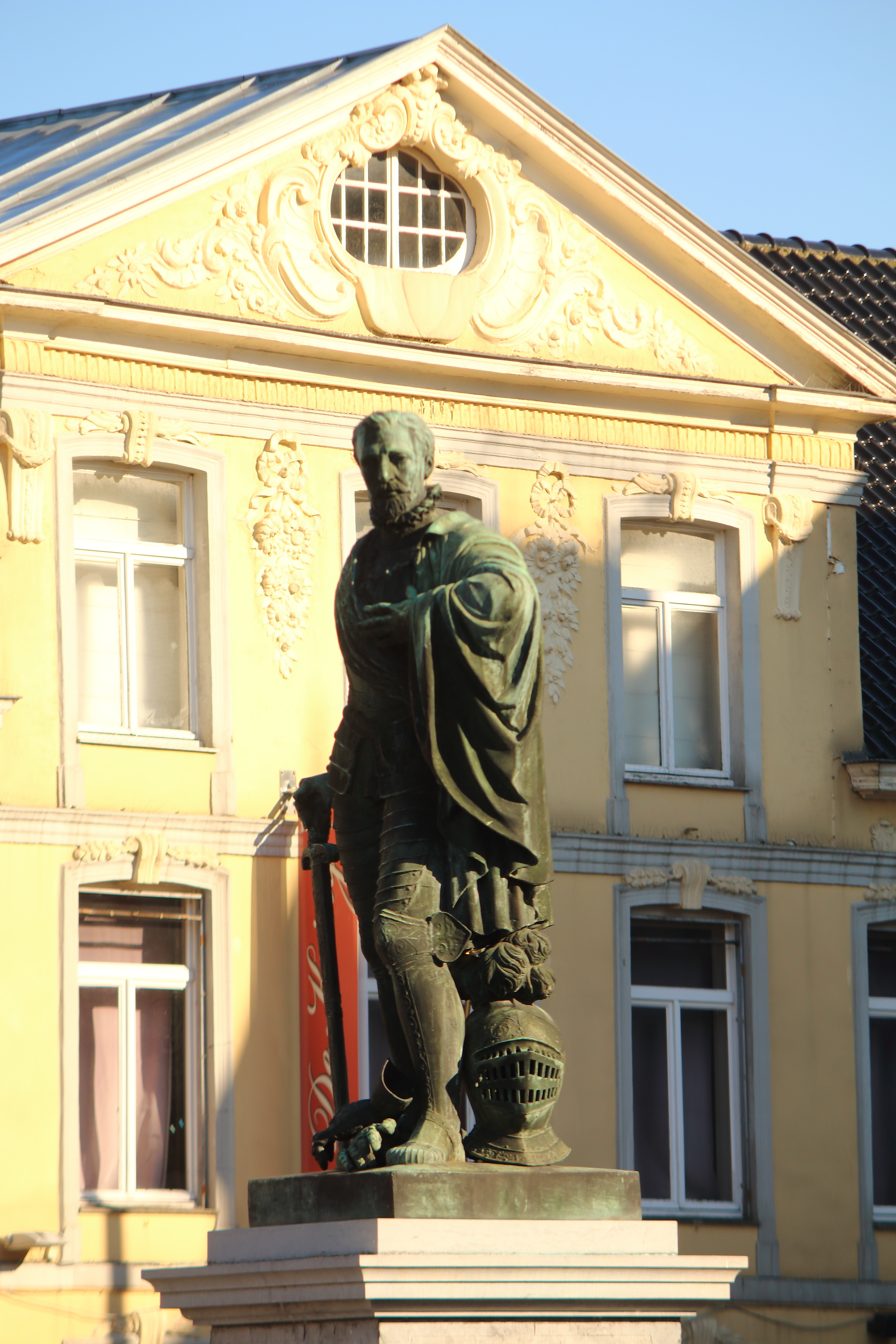
Egmontstandbeeld
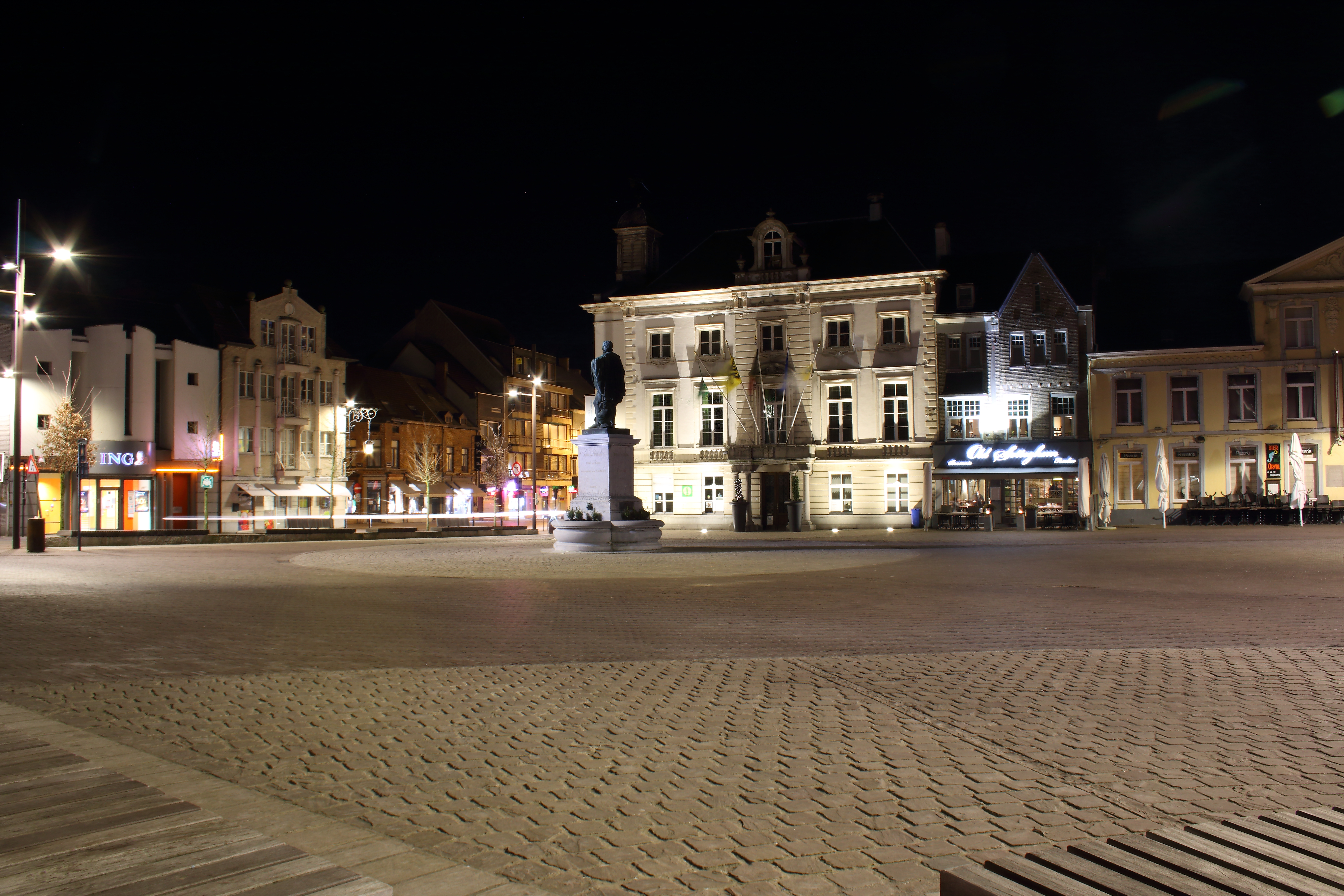
Markt met Egmontstandbeeld
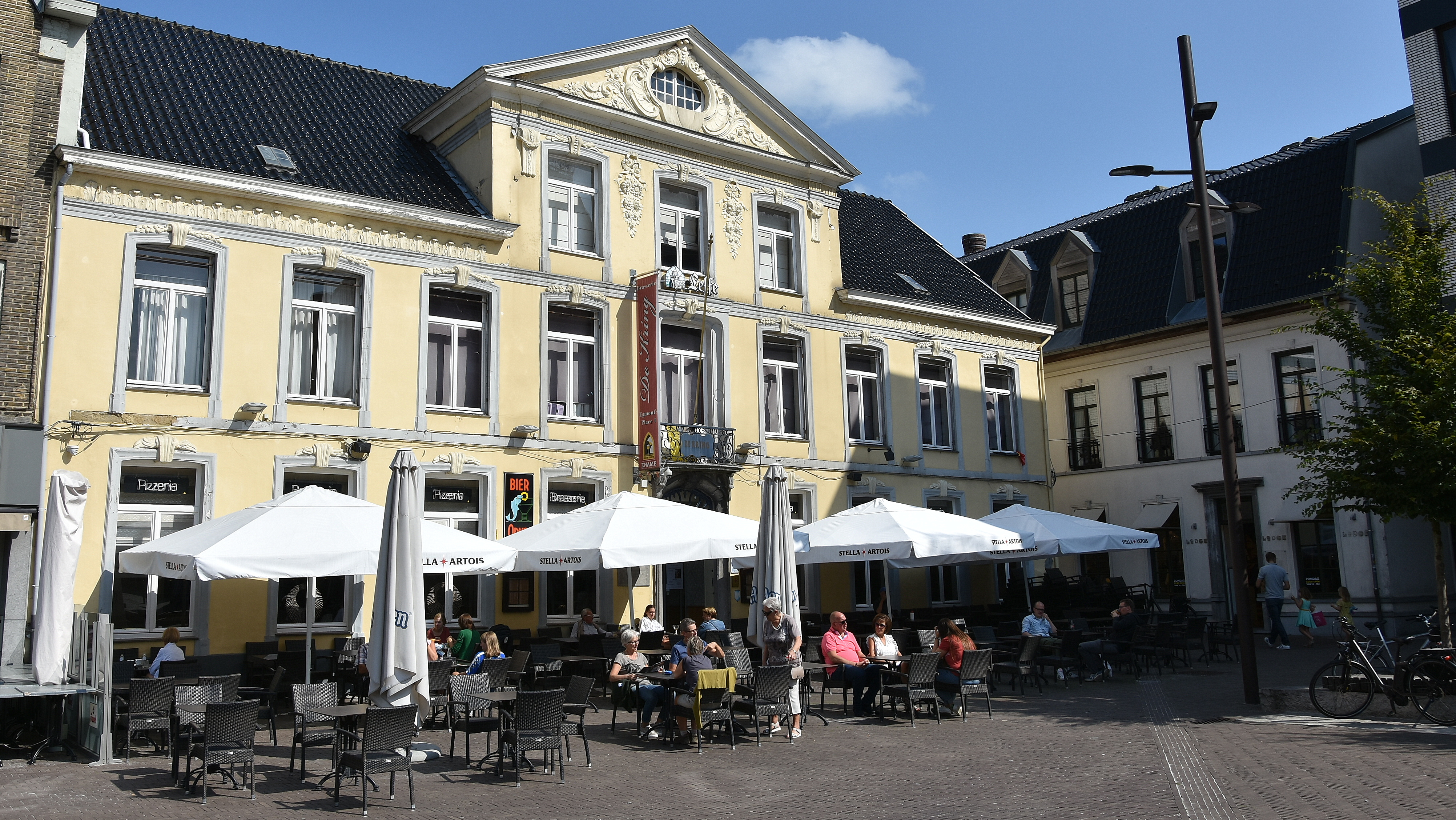
Huis De Katholieke Kring
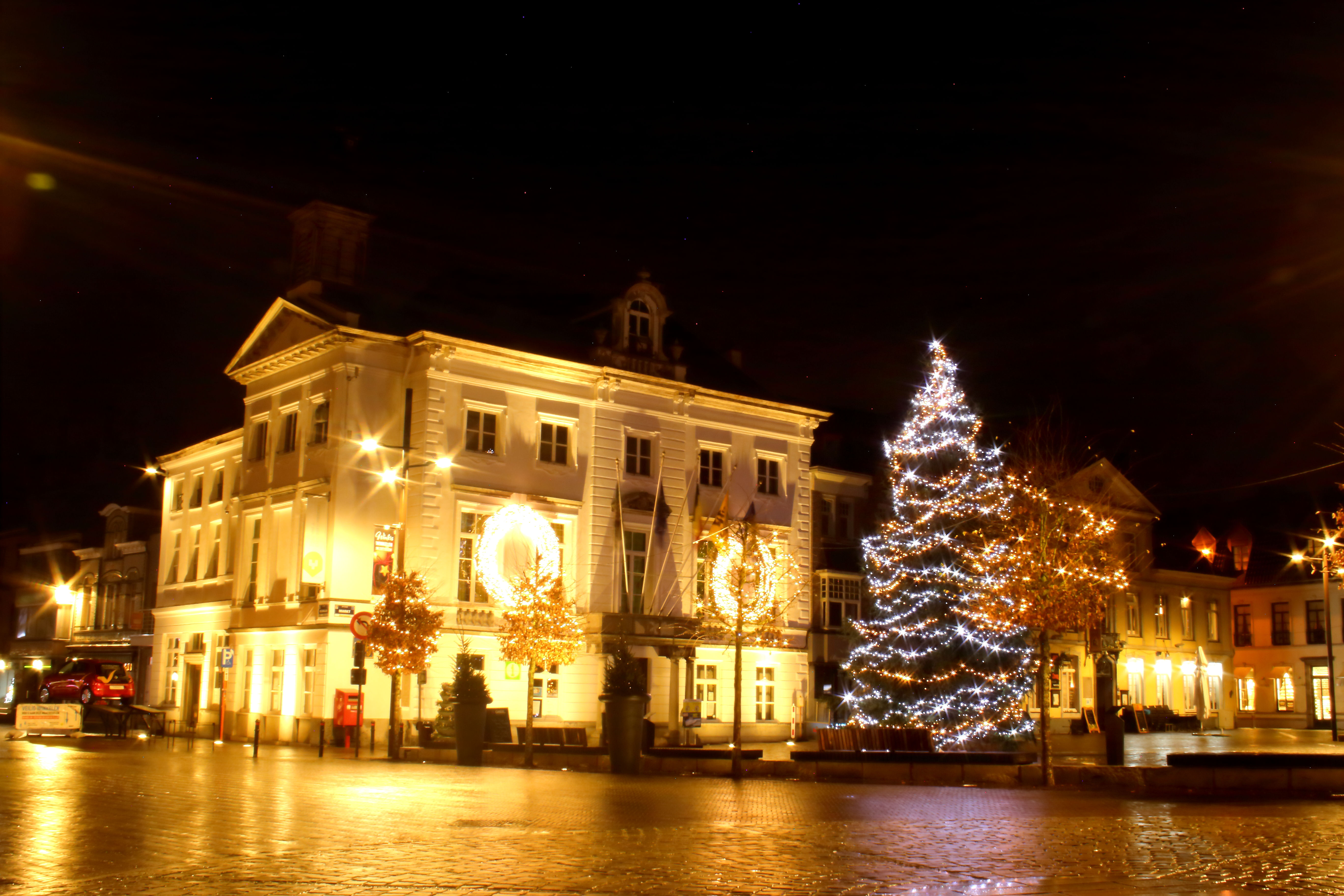
Stadhuis
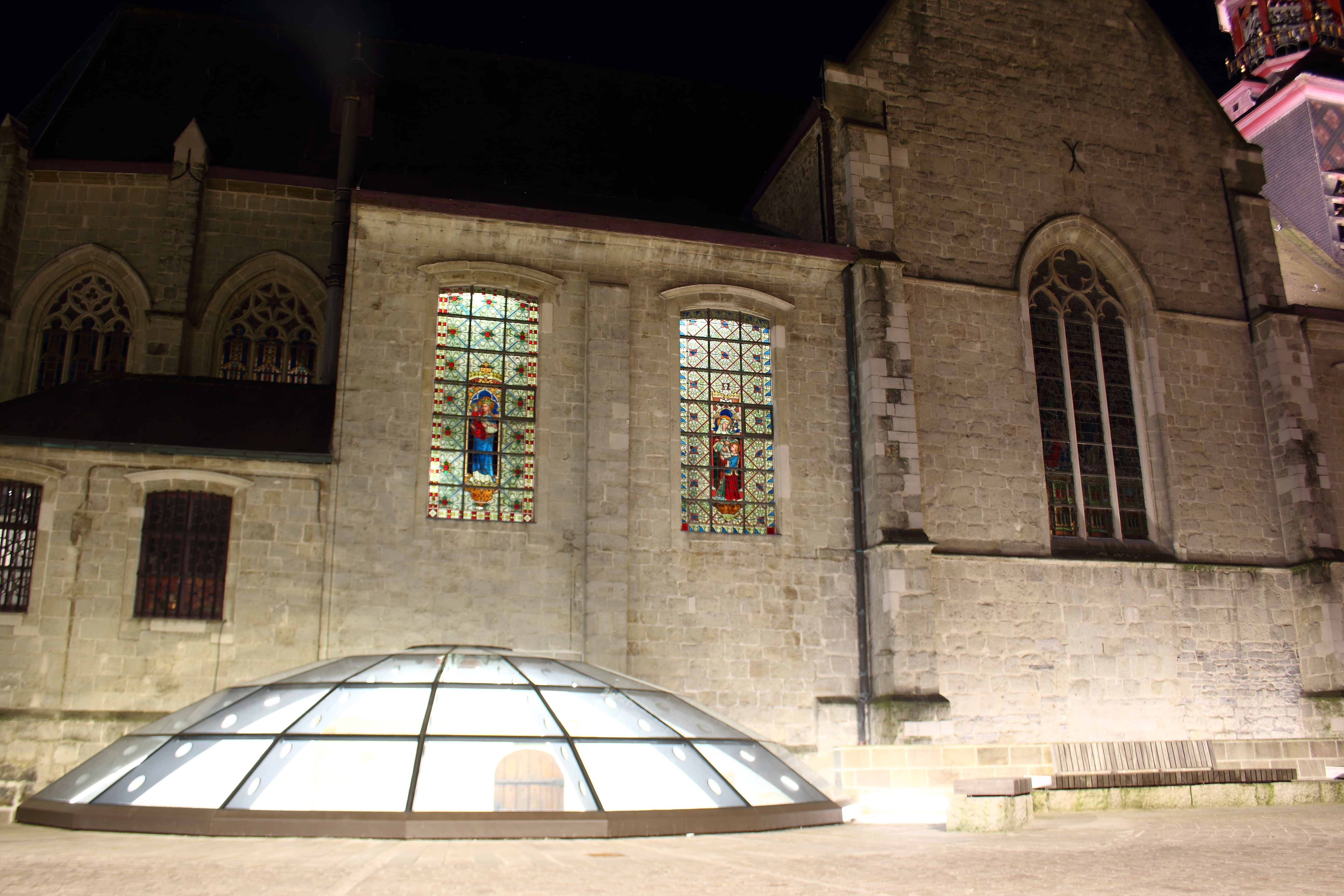
Egmontcrypte
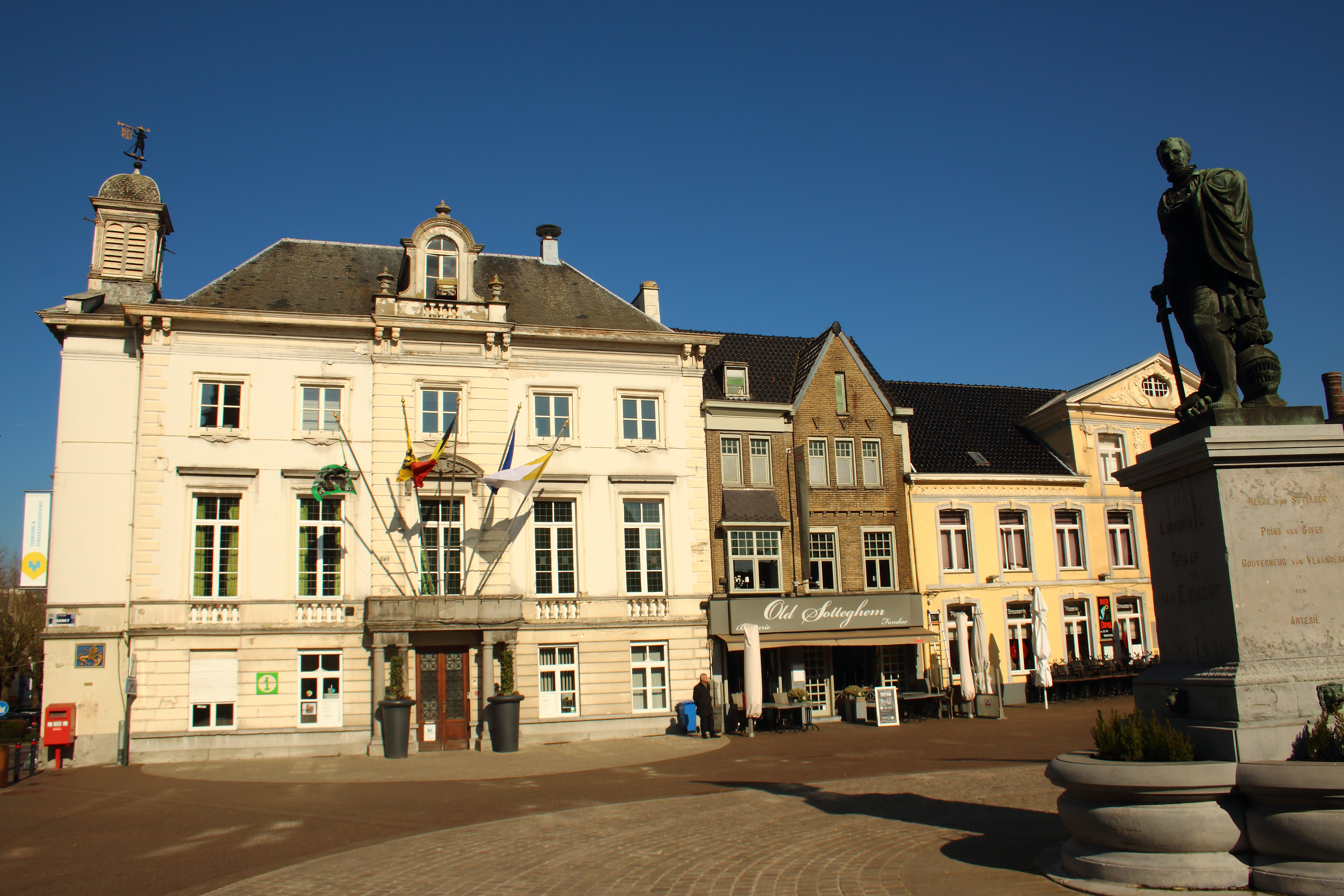
Stadhuis en Egmontstandbeeld
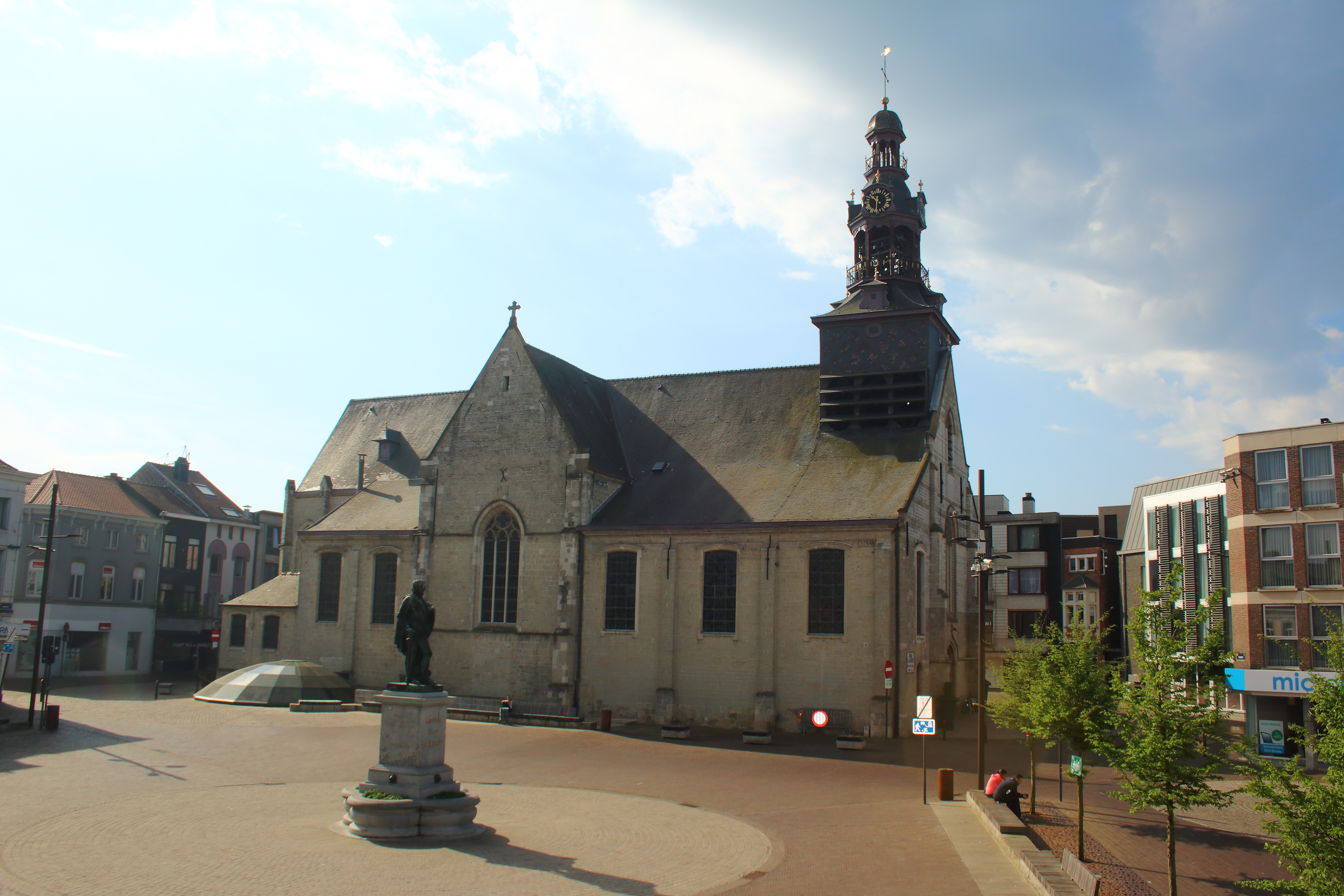
Onze-Lieve-Vrouw-Hemelvaartkerk
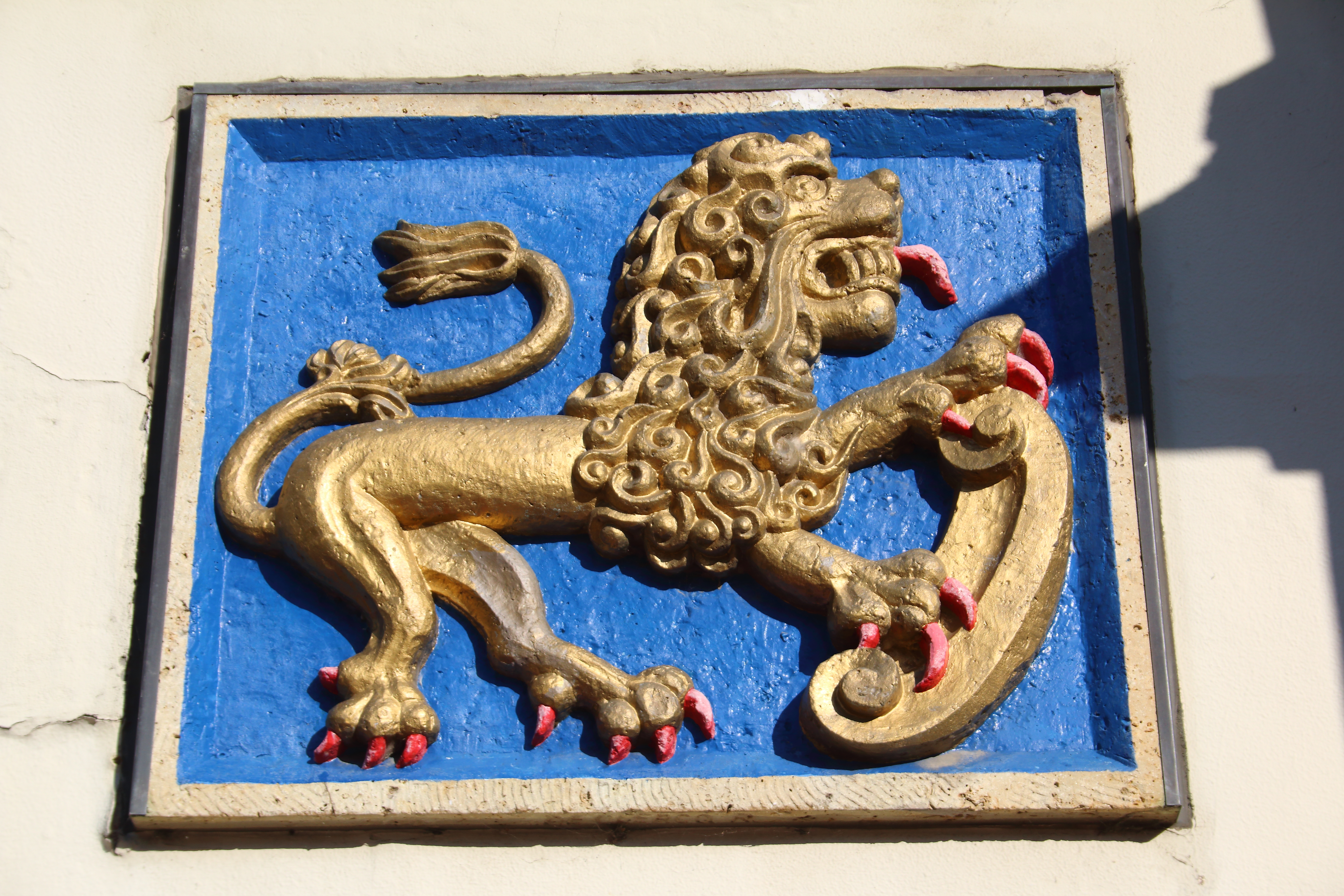
Marktleeuw